# Spiranthes odorata
Spiranthes odorata là một loài thực vật có hoa trong họ Lan. Loài này được (Nutt.) Lindl. miêu tả khoa học đầu tiên năm 1840.